# Honda NCZ 50 Motocompo

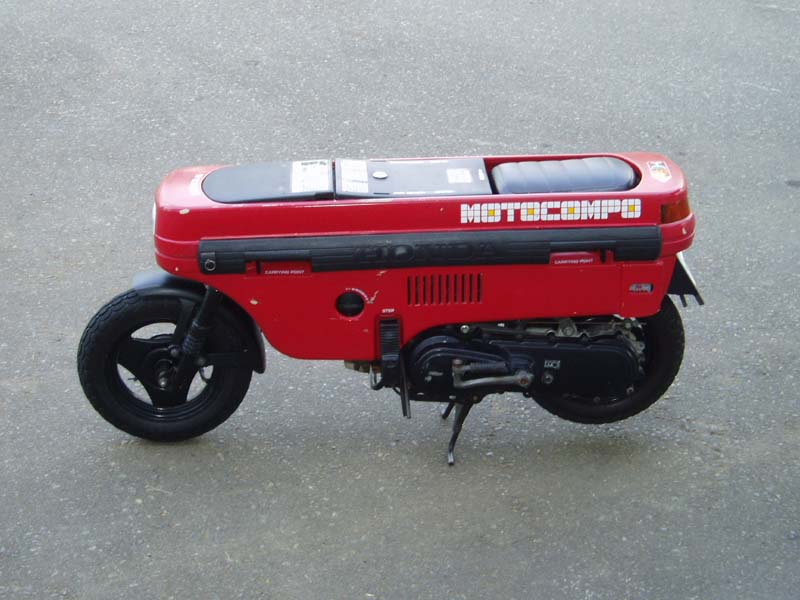
Motocompo (eingeklappt)

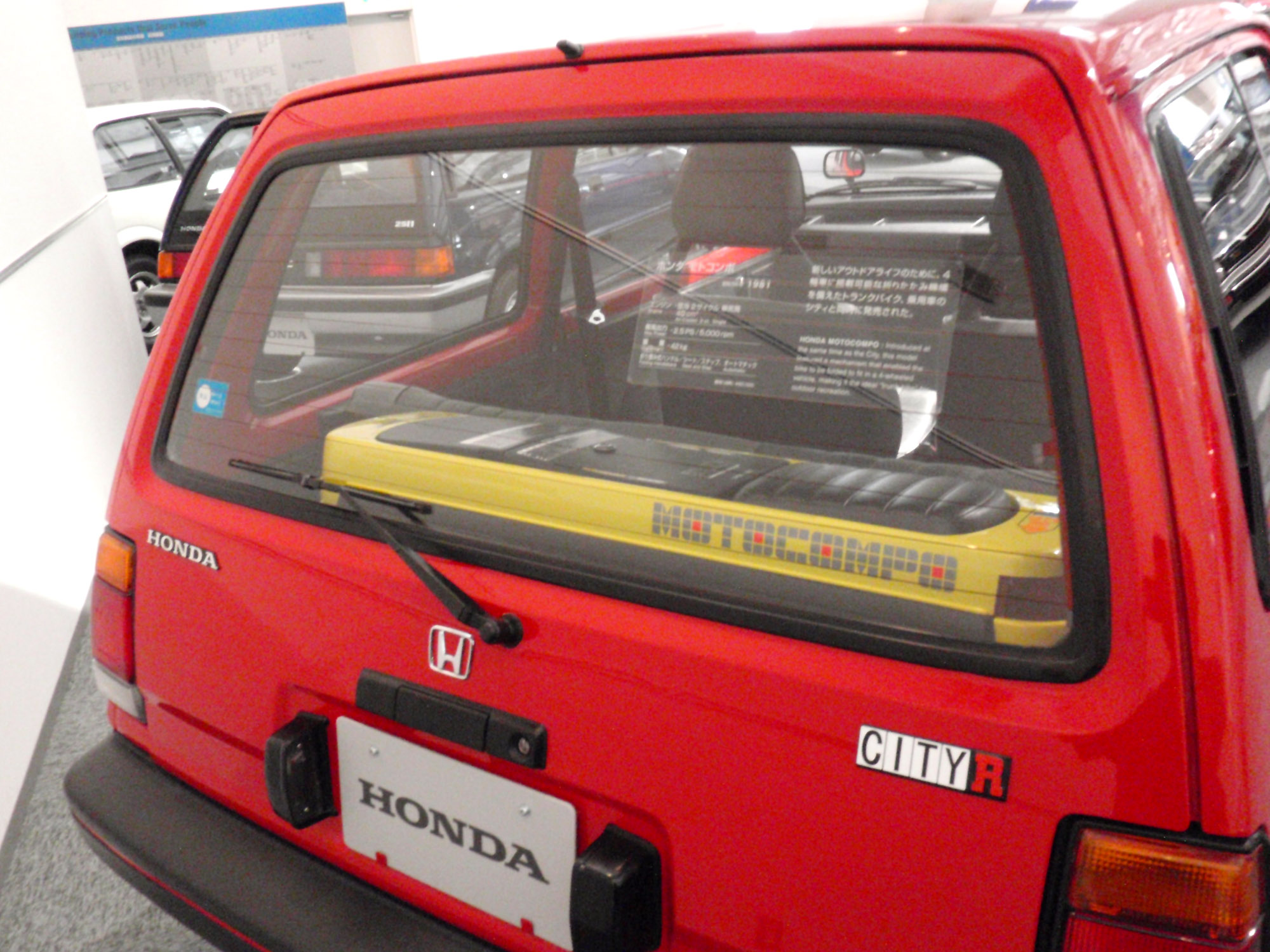
Motocompo im Kofferraum eines Honda City

Das NCZ 50 Motocompo ist ein Mini-Motorrad des japanischen Fahrzeug- und Motorradherstellers Honda. Es wurde 1981 speziell für den Honda City der ersten Generation entwickelt. Die Besonderheit dieses Motorrades besteht darin, dass der Sitz sowie der Lenker vollständig in der Karosserie versenkt werden konnten. Zusammengeklappt konnte das Motocompo komplett im Kofferraum des Honda City untergebracht werden, was ihm auch den Namen „Trunk Bike“ (von engl. trunk Kofferraum) einbrachte.
Die Honda NCZ 50 ist mit interessanten Details ausgestattet. In Verlängerung des Rahmenrohres hatte Honda eine Fußschlaufe angebracht, die dessen Fahrer die Möglichkeit bot diese zu fixieren und so einem Diebstahl vorzubeugen. Das Fahrzeug wurde in den Farben rot, schwarz, weiß und gelb hergestellt, hatte serienmäßig Hupe, Blinker, Licht und Bremslicht. Das Fahrzeug ließ sich ferner nur starten, wenn sich die Sitzbank in aufgerichteter Fahrtposition befand. Trotz der absolut kleinen Maße des Fahrzeuges ist es Hondas Konstrukteuren gelungen, ein einsatzfähiges Fahrzeug zu konzipieren. Das Fahrzeug hat eine Fliehkraftkupplung, ein Eingang-Getriebe und hat beide Bremshebel am Lenker. Die Fußrasten lassen sich in die Verkleidung versenken, das Fahrzeug ist voll reisetauglich und war so wohl auch im Urlaub oder auf Campingplätzen im Einsatz. Die Honda NCZ 50 ist voll gefedert und für eine Person zugelassen.